# Ken Doherty (snookerzysta)
Ken Doherty (ur. 17 września 1969 w Dublinie) – irlandzki snookerzysta, mistrz świata z 1997 roku. Plasuje się na 23. miejscu pod względem zdobytych setek w profesjonalnych turniejach, ma ich łącznie 358.

## Kariera
W gronie profesjonalistów od 1990, pierwszy Irlandczyk z tytułem mistrza świata (1997, po zwycięstwie w finale nad Stephenem Hendrym). Był także w finałach mistrzostw świata w 1998 (przegrał z Johnem Higginsem) i 2003 (przegrał z Markiem Williamsem, w półfinale pokonał Paula Huntera).
W roku 2000, podczas finału turnieju Masters przeciw Matthew Stevensowi, atakując w 15 frejmie maksymalny break, spudłował ostatnią bilę – czarną stojącą na swym nominalnym punkcie otrzymując jedynie 140 punktów. Maksymalnego brejka wbił 24 sierpnia 2012 meczu z Julianem Treiberem w turnieju Paul Hunter Classic.
Do końca sezonu 2011/2012, zapisał na swoim koncie 285 breaków stupunktowych. Przez całą swoją karierę Ken Doherty zarobił (w turniejach) około 3 miliony funtów. Swojego pierwszego, oficjalnego w karierze zawodowej maksymalnego breaka (147 punktów) wbił w 2012 roku w odbywającym się w Berlinie turnieju Paul Hunter Classic.

## Ważniejsze zwycięstwa Kena Doherty’ego
- Regal Welsh Open – 1993, 2001
- Mistrzostwa świata w snookerze – 1997
- Rothmans Grand Prix – 2000
- Thailand Masters – 2001
- Malta Cup – 2006
- Pot Black – 2007